# 仙台縣廳

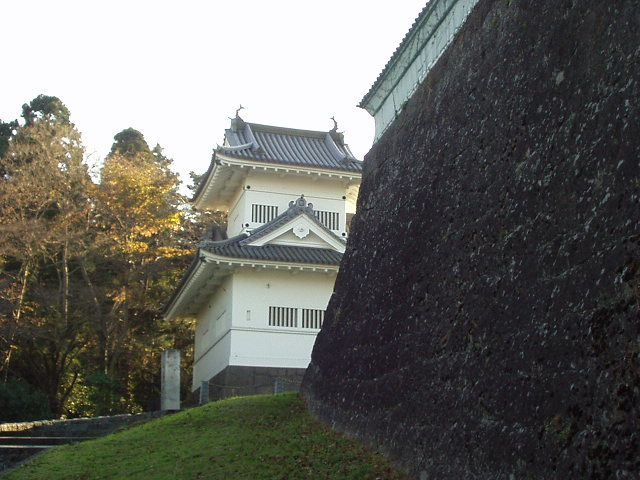
仙台縣廳初始廳舍——仙台城

仙台縣廳（日语：／ Sendai kenchō）是日本明治維新時期實行的廢藩置縣政策下設立的仙台縣的縣廳，於1871年12月13日（明治四年十一月初二日）成立，於1872年2月15日（明治五年正月初七日）仙台縣改稱宮城縣時被廢除，自成立當日至被廢除當日僅存在65日。縣廳最後廳舍位於原仙台藩藩校明倫養賢堂，現屬宮城縣仙台市，僅存正門。

## 歷史
在廢藩置縣政策下，仙台縣於1871年8月29日（明治四年七月十四日）設立。同年12月13日（明治四年十一月初二日），仙台縣廳於仙台城成立。其後，位於石卷縣石卷的東山道鎮台改稱東北鎮台，並於同年12月19日（明治四年十一月初八日）搬到仙台；仙台城同日起由兵部省接管，成為東北鎮台的總部與軍事駐地，其時仙台縣廳僅成立不到一周；仙台縣廳因而被迫搬遷到原仙台藩藩校明倫養賢堂所在地。1872年2月15日（明治五年正月初七日），仙台縣改稱宮城縣，仙台縣廳也一同改稱宮城縣廳。

## 最後廳舍建築
1760年（寶曆十年），仙台藩学問所遷往北一番丁勾当台通東南角，亦即仙台縣廳最後廳舍所在。1771年（明和八年），重村氏向学問所送贈了「養賢堂」字樣的牌匾，而学問所則隨即在1772年（明和九年）易名「養賢堂」（即明倫養賢堂）。
1811年（文化八年），養賢堂得到石高1.2萬石的新学田作為營運費。後來，養賢堂周邊的地段劃為養賢堂的用地，而講堂等設施就得以添置。講堂於1816年（文化十三年）動工建設，於1817年（文化十四年）完工，而医学校的独立教學樓亦於講堂完工當年完工。校長寓所暨辦公室、馬揚、圖書館、米倉、劍槍術所和孔子墓等設施也陸續動工建造。
戊辰戰爭期間，養賢堂成為政府軍駐地，而養賢堂內原有的教育機能則轉移到北一番丁。養賢堂建築在第二次世界大戰期間的仙台空襲中被摧毀。養賢堂現時僅存的遺跡是位於仙台市若林區南鍛冶町泰心院的正門，據稱在養賢堂的講堂完工前完工。